# ITVN
 (avril 2019).
iTVN (TVN International) est une chaîne polonaise pour les Polonais vivant à l'étranger du groupe TVN. La chaîne a été lancée le 29 avril 2004.[réf. nécessaire]